# 90-й гвардейский штурмовой авиационный полк
90-й гвардейский штурмовой Староконстантиновский Краснознамённый авиационный полк  — авиационная воинская часть ВВС РККА штурмовой авиации в Великой Отечественной войне.

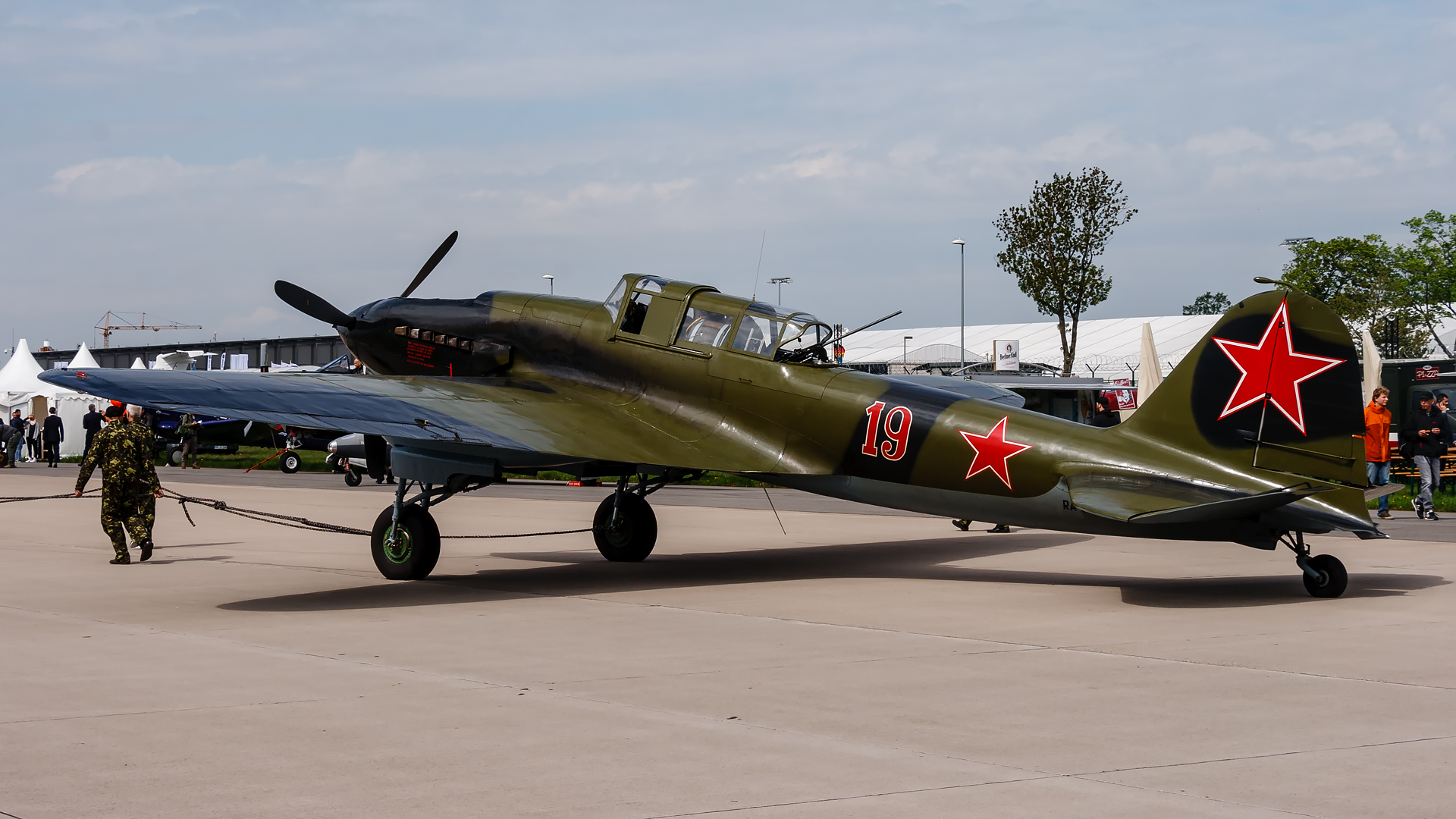
Самолёт Ил-2 стоял на вооружении полка до конца войны. Конструкторы называли разработанный ими штурмовик Ил-2 «летающим танком», пилоты-истребители люфтваффе прозвали его «бетонным самолётом» (нем. Betonflugzeug), солдаты вермахта называли его «чумой» (нем. Schwarzer Tod, дословно: «чёрная смерть»).

## Наименование полка
В различные годы своего существования полк имел наименования:
- 671-й бомбардировочный авиационный полк;
- 671-й штурмовой авиационный полк
- 90-й гвардейский штурмовой авиационный полк (01.05.1943 г.)[1];
- 90-й гвардейский штурмовой авиационный Староконстантиновский полк (09.03.1944 г.)[2];
- 90-й гвардейский штурмовой авиационный Староконстантиновский Краснознамённый полк (05.04.1945 г.)[3].

## История и боевой путь полка
Как штурмовой полк переформирован из 671-го ночного бомбардировочного авиаполка в Ижевске в период с 14 февраля по 10 июля 1942 года в составе 34-й запасного авиаполка 9-й запасной авиабригады ВВС Приволжского военного округа. Боевой путь как штурмовой авиаполк начал в 27 июля 1942 года в составе 212-й штурмовой авиационной дивизии. За показанные образцы мужества и героизма Приказом НКО № 199 от 1 мая 1943 года 671-й штурмовой авиационный полк преобразован в 90-й гвардейский штурмовой авиационный полк.
С конца июля полк принимает участие в Курской битве. С 28 июля по 22 августа 1943 года летный состав полка произвел 441 боевой вылет, выполняя по 64 боевых вылета в день. Боевые потери полка в ходе Курской битвы составили: летчиков — 10, воздушных стрелков — 8, самолётов — 14.
В составе 4-й гвардейской штурмовой авиадивизии полка принимал участие Проскуровско-Черновицкой операции, освобождая города Староконстантинов, Проскуров, Каменец-Подольский, Тарнополь. За отличие в боях при овладении городом Староконстантинов — важным опорным пунктом обороны немцев на проскуровском направлении 9 марта 1944 года полку первому в дивизии присвоено почётное наименование «Староконстантиновский».
С 13 июля 1944 года полк в составе дивизии принимает участие во Львовско-Сандомирской операции с целью освобождения Западной Украины и занятия Юго-Восточной Польши, взаимодействуя с 1-й танковой армией, в интересах которой произвел 369 боевых вылетов, чем способствовал успешному выходу армии на реку Сан и окружению Львова. Полк отличился при освобождении городов Львов, Жешув, Дембица, в боях за овладением плацдармов на реке Висла, особо на сандомирском плацдарме. Позже в составе 2-го Украинского фронта принимал участие в боях в Трансильвании и Венгрии, окружении и уничтожении окруженной будапештской группировки противника, овладении городами Турда, Клуж, Сольнок, Ньиредьхаза, Орадеа-Маре, Мишкольц, Будапешт и Комарно. За образцовое выполнение заданий командования в боях с немецкими захватчиками при овладении городом Будапешт и проявленные при этом доблесть и мужество Указом Президиума Верховного Совета СССР от 5 апреля 1945 года полк награждён орденом «Красного Знамени».
При освобождении Чехословакии и Австрии в ходе Братиславско-Брновской и Венской операциях части дивизии содействовали наземным войскам в освобождении городов Нове-Замки, Трнава, Братислава, Брно и Вена. За успешные боевые действия воины полка 38 раз поощрялась Верховным Главнокомандующим и полк награждён орденом Красного Знамени.
Закончил войну полк в Чехословакии под Брно. В составе действующей армии полк находился с 9 июля 1943 года по 11 мая 1945 года.
За весь боевой путь в войне полк выполнил 5284 боевых вылета.
После войны полк входил в состав 4-й гвардейской штурмовой авиадивизии 5-й воздушной армии до 10 июня 1945 года и базировался на аэродроме Брно. С 10 июня полк вместе с дивизией вошли в составе 5-й воздушной армии в Одесский военный округ и перебазировался на аэродром Котовск (Одесская область). В 1946 году полк перебазировался в Первомайск (Николаевская область), где был расформирован вместе с дивизией в марте 1947 года.

## Командиры полка
- Гвардии подполковник Ищенко Михаил Арсеньевич, 01.05.1943 -

## В составе соединений и объединений
| Дата          | Фронт (округ)          | Армия               | Корпус                           | Дивизия                                       | Примечания |
| ------------- | ---------------------- | ------------------- | -------------------------------- | --------------------------------------------- | ---------- |
| 01.05.1943 г. | Степной военный округ  | 5-я воздушная армия | 8-й смешанный авиационный корпус | 4-я гвардейская штурмовая авиационная дивизия | -          |
| 09.07.1943 г. | Степной фронт          | 5-я воздушная армия | 8-й смешанный авиационный корпус | 4-я гвардейская штурмовая авиационная дивизия | -          |
| 19.07.1943 г. | Воронежский фронт      | 2-я воздушная армия | 8-й смешанный авиационный корпус | 4-я гвардейская штурмовая авиационная дивизия | -          |
| 21.07.1943 г. | Воронежский фронт      | 2-я воздушная армия | 5-й штурмовой авиационный корпус | 4-я гвардейская штурмовая авиационная дивизия | -          |
| 20.10.1943 г. | 1-й Украинский фронт   | 2-я воздушная армия | 5-й штурмовой авиационный корпус | 4-я гвардейская штурмовая авиационная дивизия | -          |
| 16.07.1944 г. | 1-й Украинский фронт   | 8-я воздушная армия | 5-й штурмовой авиационный корпус | 4-я гвардейская штурмовая авиационная дивизия | -          |
| 30.07.1944 г. | 1-й Украинский фронт   | 2-я воздушная армия | 5-й штурмовой авиационный корпус | 4-я гвардейская штурмовая авиационная дивизия | -          |
| 01.09.1944 г. | 2-й Украинский фронт   | 5-я воздушная армия | 5-й штурмовой авиационный корпус | 4-я гвардейская штурмовая авиационная дивизия | -          |
| 09.05.1945 г. | 2-й Украинский фронт   | 5-я воздушная армия | 5-й штурмовой авиационный корпус | 4-я гвардейская штурмовая авиационная дивизия | -          |
| 10.06.1945 г. | Одесский военный округ | 5-я воздушная армия | 5-й штурмовой авиационный корпус | 4-я гвардейская штурмовая авиационная дивизия | -          |
| 01.01.1946 г. | Одесский военный округ | 5-я воздушная армия | 9-й смешанный авиационный корпус | 4-я гвардейская штурмовая авиационная дивизия | -          |
| 31.03.1947 г. | Одесский военный округ | 5-я воздушная армия | 9-й смешанный авиационный корпус | 4-я гвардейская штурмовая авиационная дивизия | -          |

## Участие в операциях и битвах
- Курская битва:
  - Белгородско-Харьковская операция «Румянцев» с 3 августа 1943 года по 23 августа 1943 года.
- Киевская наступательная операция с 3 ноября 1943 года по 22 декабря 1943 года.
- Днепровско-Карпатская операция:
  - Житомирско-Бердичевская операция с 24 декабря 1943 года по 14 января 1944 года.
  - Корсунь-Шевченковская операция с 24 января по 17 февраля 1944 года.
  - Проскуровско-Черновицкая операция с 4 марта 1944 года по 17 апреля 1944 года.
- Львовско-Сандомирская операция с 13 июля 1944 года по 3 августа 1944 года.
- Будапештская операция с 29 октября 1944 года по 13 февраля 1945 года.
- Венская операция с 16 марта 1945 года по 15 апреля 1945 года.
- Братиславско-Брновская операция с 25 марта 1945 года по 5 мая 1945 года.
- Пражская операция с 6 мая 1945 года по 11 мая 1945 года.

## Награды
- 90-й гвардейский штурмовой авиационный Староконстантиновский полк за образцовое выполнение заданий командования в боях с немецкими захватчиками при овладении городом Будапешт и проявленные при этом доблесть и мужество Указом Президиума Верховного Совета СССР от 5 апреля 1945 года награждён орденом «Красного Знамени»[3].

## Почетные наименования
- 90-му гвардейскому штурмовому авиационному полку pа отличие в боях при овладении городом Староконстантинов — важным опорным пунктом обороны немцев на проскуровском направлении 9 марта 1944 года присвоено почётное наименование «Староконстантиновский»[2].

## Благодарности Верховного Главнокомандующего
Воинам полка в составе 4-й гвардейской штурмовой дивизии объявлены благодарности Верховного Главнокомандующего:
- За отличие в боях при овладении столицей Советской Украины городом Киев — крупнейшим промышленным центром и важнейшим стратегическим узлом обороны немцев на правом берегу Днепра[8].
- За отличие в боях при овладении оперативно важным узлом железных дорог и городом Жмеринка[9].
- За отличие в боях при овладении областным и крупным промышленным центром Украины городом Винница, превращенным немцами в мощный опорный пункт обороны на Южном Буге[10].
- За отличие в боях при овладении городом и оперативно важным железнодорожным узлом Чертков, городом Гусятин, городом и железнодорожным узлом Залещики на реке Днестр и освобождении более 400 других населенных пунктов[11].
- За отличие в боях при овладении городом овладение городом городом Каменец-Подольский[12].
- За отличие в боях при овладении областным центром Украины городом Тарнополь — крупным железнодорожным узлом и сильным опорным пунктом обороны немцев на львовском направлении[13].
- За отличие в боях при овладении городами Порицк, Горохов, Радзехов, Броды, Золочев, Буек, Каменка, городом и крупным железнодорожным узлом Красное и занятии свыше 600 других населенных пунктов[14].
- За отличие в боях при овладении городом Дембица — крупным центром авиационной промышленности и важным узлом коммуникаций на краковском направлении[15].
- За отличие в боях при овладении столицей Трансильвании городом Клуж и городом Сегед — крупным хозяйственно-политическим и административным центром Венгрии[16].
- За отличие в боях при овладении штурмом городами Сату-Маре и Карей — важными опорными пунктами обороны противника в Северной Трансильвании и завершении освобождения Трансильвании от противника[17].
- За отличие в боях при овладении штурмом на территории Венгрии городом и крупным железнодорожным узлом Сольнок — важным опорным пунктом обороны противника на реке Тисса[18].
- За отличие в боях при овладении штурмом крупным узлом коммуникаций и мощным опорным пунктом обороны противники городом Мишкольц — важнейшим центром военного производства Венгрии, снабжающим немецкие и венгерские армии[19].
- За отличие в боях при прорыве сильно укрепленной обороны противника северо-восточнее Будапешта, расширении прорыва до 120 километров по фронту и, продвижении в глубину до 60 километров, выходе к реке Дунай севернее Будапешта и форсировании Дуная южнее Будапешта, овладении важными опорными пунктами обороны противника — городами Балашшадьярмат, Ноград, Вац, Асод, Эрчи и занятии более 150 других населенных пунктов[20].
- За отличие в боях при прорыве обороны немцев и овладении на территории Чехословакии городами Рожнява и Йелшава — важными опорными пунктами обороны противника[21].
- За отличие в боях при завершении разгрома окруженной группировки противника в Будапеште и полным овладением столицей Венгрии городом Будапешт — стратегически важным узлом обороны немцев на путях к Вене[22].
- За отличие в боях при овладении на территории Чехословакии городом Банска-Штявница — сильным опорным пунктом обороны немцев[23].
- За отличие в боях при овладении городом и важным железнодорожным узлом Зволен — сильным опорным пунктом обороны немцев на реке Грон[24].
- За отличие в боях при овладении Естергом, Несмей, Фельше-Галла, Тата, а также при занятии более 200 других населенных пунктов[25].
- За отличие в боях при овладении в Чехословакии городом Банска-Бистрица — важным узлом дорог и сильным опорным пунктом обороны немцев[26]
- За отличие в боях при овладении городами Дьер и Комаром — важными опорными пунктами обороны немцев на венском направлении[27].
- За овладение городами Комарно, Нове-Замки, Шураны, Комьятице, Врабле — сильными опорными пунктами обороны немцев на братиславском направлении[28].
- За отличие в боях при овладении городом Нитра, при форсировавании реки Ваг, при овладении с боем города Галанта — важного узла дорог на путях к Братиславе[29].
- За овладение городами Трнава, Глоговец, Сенец — важными узлами дорог и опорными пунктами обороны немцев, прикрывающими подступы к Братиславе[30].
- За овладение городами Малацки, Брук, Превидза, Бановце[31].
- За отличие в боях при овладении столицей Австрии городом Вена — стратегически важным узлом обороны немцев, прикрывающим пути к южным районам Германии[32].
- За отличие в боях при овладении на территории Чехословакии городом Годонин — важным узлом дорог и сильным опорным пунктом обороны немцев на западном берегу реки Морава[33].
- зЗа отличие в боях при окружении и разгроме группы немецких войск, пытавшуюся отступить от Вены на север, и овладении при этом городами Корнейбург и Флоридсдорф — мощными опорными пунктами обороны немцев на левом берегу Дуная[34].
- За отличие в боях при овладении центром нефтеносного района Австрии городом Цистерсдорф[35].
- За овладение крупным промышленным центром Чехословакии городом Брно (Брюн) — важным узлом дорог и мощным опорным пунктом обороны немцев[36].
- За овладение городами Яромержице и Зноймо и на территории Австрии городами Голлабрунн и Штоккерау — важными узлами коммуникаций и сильными опорными пунктами обороны немцев[37].

## Отличившиеся воины

### Дважды Герои Советского Союза
- Береговой Георгий Тимофеевич, полковник, пилот космического корабля «Союз-3» Указом Президиума Верховного Совета СССР от 1 ноября 1968 года удостоен звания дважды Герой Советского Союза. Золотая Звезда № 48.

### Герои Советского Союза
- Береговой Георгий Тимофеевич, гвардии капитан, командир эскадрильи 90-го гвардейского штурмового авиационного полка 4-й гвардейской штурмовой авиационной дивизии 5-го штурмового авиационного корпуса 5-й воздушной армии Указом Президиума Верховного Совета СССР 26 октября 1944 года удостоен звания Герой Советского Союза. Золотая Звезда № 2271.
- Кузин Александр Григорьевич, гвардии майор, штурман 90-го гвардейского штурмового авиационного полка 4-й гвардейской штурмовой авиационной дивизии 1-й воздушной армии Указом Президиума Верховного Совета СССР от 23 февраля 1945 года удостоен звания Герой Советского Союза. Золотая Звезда № 8061.
- Кумсков Виктор Александрович, гвардии старший лейтенант, командир звена 90-го гвардейского штурмового авиационного полка 4-й гвардейской штурмовой авиационной дивизии 5-го штурмового авиационного корпуса 5-й воздушной армии Указом Президиума Верховного Совета СССР 15 мая 1946 года удостоен звания Герой Советского Союза. Золотая Звезда № 9048.
- Лядский Тимофей Сергеевич, гвардии капитан, командир эскадрильи 90-го гвардейского штурмового авиационного полка 4-й гвардейской штурмовой авиационной дивизии 5-го штурмового авиационного корпуса 2-й воздушной армии Указом Президиума Верховного Совета СССР 23 февраля 1945 года удостоен звания Герой Советского Союза. Золотая Звезда № 2286.
- Молодчиков Владимир Николаевич, гвардии капитан, заместитель командира 90-го гвардейского штурмового авиационного полка 4-й гвардейской штурмовой авиационной дивизии 5-го штурмового авиационного корпуса 5-й воздушной армии Указом Президиума Верховного Совета СССР 23 февраля 1945 года удостоен звания Герой Советского Союза. Золотая Звезда № 2276.
- Николаев Иван Стефанович, гвардии майор, командир эскадрильи 90-го гвардейского штурмового авиационного полка 4-й гвардейской штурмовой авиационной дивизии 5-го штурмового авиационного корпуса 5-й воздушной армии Указом Президиума Верховного Совета СССР 15 мая 1946 года удостоен звания Герой Советского Союза. Посмертно.
- Пряженников Александр Павлович, гвардии старший лейтенант, заместитель командира эскадрильи 90-го гвардейского штурмового авиационного полка 4-й гвардейской штурмовой авиационной дивизии 5-го штурмового авиационного корпуса 5-й воздушной армии Указом Президиума Верховного Совета СССР 15 мая 1946 года удостоен звания Герой Советского Союза. Посмертно.
- Биджиев Солтан-Хамид Локманович, гвардии капитан в отставке, лётчик 90-го гвардейского штурмового авиационного полка 4-й гвардейской штурмовой авиационной дивизии 5-го штурмового авиационного корпуса 5-й воздушной армии Указом Президента России от 5 октября 1995 года удостоен звания Герой Российской Федерации. Посмертно.

### Кавалеры ордена Славы трёх степеней
- Герасимов Михаил Кузьмич, гвардии старшина, воздушный стрелок 190-го гвардейского штурмового авиационного полка 4-й гвардейской штурмовой авиационной дивизии 5-го штурмового авиационного корпуса 5-й воздушной армии. Полный кавалер Ордена Славы.

## Базирование полка
| Период            | Место базирования                |
| ----------------- | -------------------------------- |
| 05.1945 — 06.1945 | Брно, Чехословакия               |
| 06.1945 — 1946    | Котовск, Одесская область        |
| 1946 — 03.1947    | Первомайск, Николаевская область |